# Ali Meçabih
Ali Meçabih (in arabo علي مصابيح‎?; Hammam Bou Hadjar, 2 aprile 1972) è un ex calciatore algerino, di ruolo attaccante.

## Carriera

### Club
Dopo aver militato nel CR Témouchent, nel 1993 è passato all'ES Mostagenem. Nel 1994 si è trasferito al MC Oran. Ha militato nel club biancorosso per sei stagioni, vincendo una Coppa d'Algeria, una Coppa di Lega algerina, due Coppe delle Coppe arabe e una Supercoppa araba. Nel 2000 si è trasferito al Martigues, club francese militante in Ligue 2. Nella stagione 2001-2002 ha militato nelle file del Grenoble, club francese di seconda divisione. Nel 2002 è tornato al MC Oran. Nel 2003 viene acquistato dal Blida, club in cui ha militato fino al 2005, salvo una parentesi all'USM Alger nel 2004. Nel 2005 è tornato per la terza volta al MC Oran. Ha concluso la propria carriera nel 2008, dopo aver giocato per due stagioni con il CS Constantine.

### Nazionale
Ha debuttato in Nazionale il 21 ottobre 1995, nell'amichevole Mali-Algeria (0-2). Ha messo a segno le prime due reti con la maglia della Nazionale il 28 novembre 1995, nell'amichevole Algeria-Camerun (4-0), siglando la rete del momentaneo 1-0 al minuto 13 del primo tempo e quella del definitivo 4-0 al minuto 5 del secondo tempo. Ha partecipato, con la maglia della Nazionale, alla Coppa d'Africa 1996 e alla Coppa d'Africa 2000. È sceso in campo, inoltre, nelle qualificazioni ai mondiali 1998 e 2002 e nelle qualificazioni alla Coppa d'Africa 1998 e 2002. Ha collezionato in totale, con la maglia della Nazionale, 28 presenze e 9 reti.

## Statistiche

### Cronologia presenze e reti in nazionale
| Cronologia completa delle presenze e delle reti in nazionale ― Algeria | Cronologia completa delle presenze e delle reti in nazionale ― Algeria | Cronologia completa delle presenze e delle reti in nazionale ― Algeria | Cronologia completa delle presenze e delle reti in nazionale ― Algeria | Cronologia completa delle presenze e delle reti in nazionale ― Algeria | Cronologia completa delle presenze e delle reti in nazionale ― Algeria | Cronologia completa delle presenze e delle reti in nazionale ― Algeria | Cronologia completa delle presenze e delle reti in nazionale ― Algeria |
| Data                                                                   | Città                                                                  | In casa                                                                | Risultato                                                              | Ospiti                                                                 | Competizione                                                           | Reti                                                                   | Note                                                                   |
| ---------------------------------------------------------------------- | ---------------------------------------------------------------------- | ---------------------------------------------------------------------- | ---------------------------------------------------------------------- | ---------------------------------------------------------------------- | ---------------------------------------------------------------------- | ---------------------------------------------------------------------- | ---------------------------------------------------------------------- |
| 21-10-1995                                                             | Bamako                                                                 | Mali                                                                   | 0 – 2                                                                  | Algeria                                                                | Amichevole                                                             | -                                                                      | 46’                                                                    |
| 3-11-1995                                                              | Tunisi                                                                 | Algeria                                                                | 4 – 0                                                                  | Mauritania                                                             | Amichevole                                                             | -                                                                      |                                                                        |
| 5-11-1995                                                              | Tunisi                                                                 | Tunisia                                                                | 2 – 0                                                                  | Algeria                                                                | Amichevole                                                             | -                                                                      |                                                                        |
| 26-11-1995                                                             | Libreville                                                             | Algeria                                                                | 0 – 0                                                                  | Costa d'Avorio                                                         | Amichevole                                                             | -                                                                      | 65’                                                                    |
| 28-11-1995                                                             | Libreville                                                             | Algeria                                                                | 4 – 0                                                                  | Camerun                                                                | Amichevole                                                             | 2                                                                      | 80’                                                                    |
| 30-11-1995                                                             | Libreville                                                             | Gabon                                                                  | 2 – 1                                                                  | Algeria                                                                | Amichevole                                                             | -                                                                      | 58’                                                                    |
| 2-12-1995                                                              | Libreville                                                             | Costa d'Avorio                                                         | 0 – 0 (3 - 1 dtr)                                                      | Algeria                                                                | Amichevole                                                             | -                                                                      |                                                                        |
| 7-1-1996                                                               | Matola                                                                 | Mozambico                                                              | 1 – 0                                                                  | Algeria                                                                | Amichevole                                                             | -                                                                      |                                                                        |
| 14-1-1996                                                              | Bloemfontein                                                           | Zambia                                                                 | 0 – 0                                                                  | Algeria                                                                | Coppa d'Africa 1996 - Gironi                                           | -                                                                      | 63’                                                                    |
| 18-1-1996                                                              | Bloemfontein                                                           | Algeria                                                                | 2 – 0                                                                  | Sierra Leone                                                           | Coppa d'Africa 1996 - Gironi                                           | 2                                                                      |                                                                        |
| 24-1-1996                                                              | Port Elizabeth                                                         | Algeria                                                                | 2 – 1                                                                  | Burkina Faso                                                           | Coppa d'Africa 1996 - Gironi                                           | -                                                                      | 46’                                                                    |
| 27-1-1996                                                              | Johannesburg                                                           | Sudafrica                                                              | 2 – 1                                                                  | Algeria                                                                | Coppa d'Africa 1996 - Quarti di finale                                 | -                                                                      |                                                                        |
| 28-5-1996                                                              | Mascate                                                                | Oman                                                                   | 0 – 1                                                                  | Algeria                                                                | Amichevole                                                             | 1                                                                      |                                                                        |
| 2-6-1996                                                               | Kasarani                                                               | Kenya                                                                  | 3 – 1                                                                  | Algeria                                                                | Qual. Mondiali 1998                                                    | -                                                                      | 59’                                                                    |
| 14-6-1996                                                              | Algeri                                                                 | Algeria                                                                | 1 – 0                                                                  | Kenya                                                                  | Qual. Mondiali 1998                                                    | -                                                                      |                                                                        |
| 6-10-1996                                                              | Algeri                                                                 | Algeria                                                                | 4 – 1                                                                  | Costa d'Avorio                                                         | Qual. Coppa d'Africa 1998                                              | 2                                                                      |                                                                        |
| 4-1-1997                                                               | Sfax                                                                   | Tunisia                                                                | 0 – 0                                                                  | Algeria                                                                | Amichevole                                                             | -                                                                      |                                                                        |
| 12-1-1997                                                              | Beirut                                                                 | Libano                                                                 | 2 – 2                                                                  | Algeria                                                                | Amichevole                                                             | -                                                                      |                                                                        |
| 26-1-1997                                                              | Bamako                                                                 | Mali                                                                   | 1 – 0                                                                  | Algeria                                                                | Qual. Coppa d'Africa 1998                                              | -                                                                      |                                                                        |
| 23-2-1997                                                              | Cotonou                                                                | Benin                                                                  | 1 – 1                                                                  | Algeria                                                                | Qual. Coppa d'Africa 1998                                              | -                                                                      | 75’                                                                    |
| 28-6-2000                                                              | Tunisi                                                                 | Tunisia                                                                | 2 – 2                                                                  | Algeria                                                                | Amichevole                                                             | 1                                                                      | 46’                                                                    |
| 9-7-2000                                                               | Fès                                                                    | Marocco                                                                | 2 – 1                                                                  | Algeria                                                                | Qual. Mondiali 2002                                                    | 1                                                                      |                                                                        |
| 3-9-2000                                                               | Algeri                                                                 | Algeria                                                                | 1 – 1                                                                  | Burkina Faso                                                           | Qual. Coppa d'Africa 2002                                              | -                                                                      | 46’                                                                    |
| 12-1-2001                                                              | Algeri                                                                 | Algeria                                                                | 2 – 1                                                                  | Burundi                                                                | Qual. Coppa d'Africa 2002                                              | -                                                                      | 85’                                                                    |
| 26-1-2001                                                              | Algeri                                                                 | Algeria                                                                | 1 – 0                                                                  | Namibia                                                                | Qual. Mondiali 2002                                                    | -                                                                      | 64’                                                                    |
| 27-2-2001                                                              | Algeri                                                                 | Algeria                                                                | 1 – 1                                                                  | Slovacchia                                                             | Amichevole                                                             | -                                                                      |                                                                        |
| 11-3-2001                                                              | Il Cairo                                                               | Egitto                                                                 | 5 – 2                                                                  | Algeria                                                                | Qual. Mondiali 2002                                                    | -                                                                      | 25’                                                                    |
| 25-3-2001                                                              | Bujumbura                                                              | Burundi                                                                | 0 – 1                                                                  | Algeria                                                                | Qual. Coppa d'Africa 2002                                              | -                                                                      | 64’                                                                    |
| Totale                                                                 |                                                                        | Presenze                                                               | 28                                                                     |                                                                        | Reti                                                                   | 9                                                                      |                                                                        |

## Palmarès

### Club

#### Competizioni nazionali
- Coppa di Algeria: 2

MC Oran: 1995-1996
USM Alger: 2003-2004
- Coppa di Lega algerina: 1

MC Oran: 1996

#### Competizioni internazionali
- Coppa delle Coppe araba: 2

MC Oran: 1997, 1998
- Supercoppa araba: 1

MC Oran: 1999